# Luxgen
Luxgen («Лаксджин») — марка автомобиля тайваньского автопроизводителя «Yulon Motor». Название образуется из двух слов Luxury (богатство, роскошь) и Genius (гениальность, одарённость).

## История
«Luxgen Motor Co» является дочерней компанией и премиальной маркой «Yulon Motor», образованной в 2008 году.
Изначально «Yulon Motor» несколько десятилетий занималась производством лицензионных моделей автомобилей Nissan и Mitsubishi для тайваньского рынка, а также автокомпонентов и автозапчастей к ним. После длительного периода сотрудничества с мировыми автопроизводителями руководство Yulon Motor приняло решение выпустить свой собственный премиум-бренд, который получил название Luxgen.
В 2011 году автомобиль «Luxgen 7 SUV» был удостоен ряда престижных тайваньских наград, таких как: «Золотая медаль за Качество», «Король популярности и качества», «Выбор Yahoo».

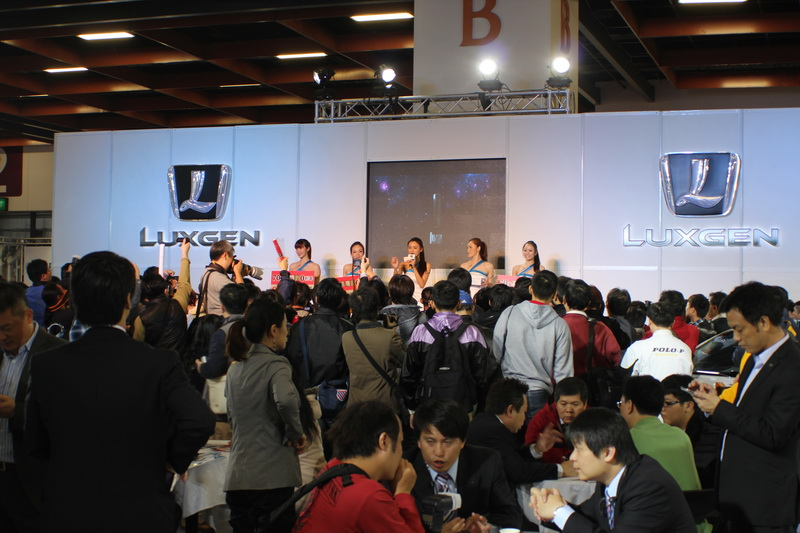
Стенд Luxgen на TWTC 2012

«Luxgen Motor Co» — участник международного Московского автомобильного салона (ММАС 2012).

## Продукция

### Текущий модельный ряд
- Luxgen URX (с 2019)
- Luxgen U6 (с 2013)
- Luxgen N7 (с 2023)

### Исторический модельный ряд

#### Luxgen7 MPV и Luxgen7 SUV
Первой моделью автомобиля, выпущенной Luxgen Motor Co, стал минивэн Luxgen7 MPV. Данная модель была показана впервые 19 августа 2009 г., официальная презентация состоялась ровно месяц спустя. Вслед за этим увидел свет Luxgen7 SUV. Продажи первых моделей Luxgen шли успешно; в августе 2010 года по числу продаж компания отстала всего на 10 машин от занявшего 5-е место Ford Lio Ho.
Машины обеих моделей оборудованы четырёхцилиндровым двигателем с турбокомпрессором MEFI, разработанным ChungHwa Engine Corp. и произведённым Delphi Corporation. Турбокомпрессоры же поставляются компанией Garrett AiResearch. Двигатели только бензиновые, модификации с дизельным двигателем отсутствуют. 5-скоростная автоматическая коробка передач производится Aisin. Цена за минивэн колеблется в пределах 798 000 — 1 068 000 тайваньских долларов, за SUV — 838 000 — 1 148 000. В стандартный набор также входят тормозной ассистент, система распределения тормозных усилий, антиблокировочная система и многоцелевая система Think+.

#### Luxgen5 Sedan
Luxgen5 Sedan являет собой первую модель автомобиля, целиком разработанную на Тайване. Эта модель входит в новое поколение серии Luxgen; публике она была впервые продемонстрирована на Taipei Auto Show в конце 2011 года. Окончательная версия была показана в апреле 2012 года. Ещё до этого Luxgen Motor Co. представила общественности на выставке Auto Shaghai 2011 концепт-кар с электромотором — Luxgen Neora. Что касается Luxgen5 Sedan, то это первый седан, изготовленный компанией Luxgen Motor Co. Помимо 4-цилиндрового двигателя объёмом 2 л, данный автомобиль также оснащён системой Think+, включающей в себя системы кругового обзора Eagle View, слежения за «мёртвыми зонами», ночного видения, разметкой LDWS+ и другие функции.

### Luxgen U5
Luxgen U5 является субкомпактным кроссовером. Автомобиль Luxgen U5 выпускался на платформе Luxgen S3. В иерархии автомобиль занимал промежуток ниже Luxgen U6.

### Luxgen S3
Luxgen S3 является субкомпактным седаном. Впервые модель была представлена в 2016 году на автосалоне в Тайбэе. По сути, автомобиль являлся вторым седаном марки Luxgen. В иерархии автомобиль был расположен ниже Luxgen5.